# 소코트라어
소코트라어(Socotri)는 예멘령인 소코트라섬에서 사용되는 언어이다. 화자는 약 67,000 명이다. 남셈어족에 속하며, 예멘 본토에서는 거의 사용되지 않는다.